# Igla (missile)
Il sistema missilistico 9K38 Igla ("ago") (in russo: 9К38 «Игла́») è un esponente della seconda o terza generazione di sistemi missilistici terra-aria di tipo MANPADS sovietici, la cui designazione del DoD statunitense è SA-18, mentre quella NATO è "Grouse". Il sistema è apparso agli inizi degli anni ottanta nella prima versione con la denominazione 9K310 Igla-1 o SA-16 Gimlet e, contrariamente a quanto ritenuto da molti, non si trattava di una versione migliorata dei precedenti sistemi Strela-2/Strela-3, ma di un progetto interamente nuovo.
Il missile a ricerca IR è attualmente assai diffuso in diversi paesi, come Singapore e in alcuni ex Stati dell'Unione Sovietica e della Jugoslavia. A partire dal 2014 sta per essere gradualmente sostituito in Russia dal sistema 9K333 Verba.

## Igla-1
Il lanciamissili 9K310 Igla-1 o SA-16 "Gimlet"' con il relativo missile 9M313 è la prima versione dell'Igla e ha sostituito il precedente sistema Strela-3. Le sue capacità sono simili a quelle dello Stinger ed è entrato ufficialmente in servizio l'11 marzo 1981.

## 9K38
La versione 9K38 o SA-18 Grouse con il relativo missile 9M39 è entrato in servizio nelle forze armate sovietiche nel 1983. Rispetto al missile Igla-1 aveva una maggiore resistenza a flare e jammers e una maggior sensibilità di ricerca.
La versione navale imbarcata era la SA-N-10 Grouse ed è stata in uso nella Marina messicana e in quella peruviana dove ha equipaggiato le fregate lanciamissili tipo Lupo della Classe Carvajal.

## Versioni
Sono state sviluppate varie versioni del sistema Igla per impieghi specifici:
Igla-1EVersione da esportazione
Igla-1MVersione migliorata del modello 9K38 Igla entrata in servizio nelle forze armate sovietiche alla fine degli anni ottanta
Igla-1DVersione per truppe paracadutate e forze speciali con missile e lanciamissile separati
Igla-1VVersione aviolanciabile per uso principalmente da elicottero
Igla-1NVersione datata di testata più pesante a scapito di velocità e raggio d'azione
Igla-1AVariante della versione da esportazione
Igla-1SUltima versione con un sostanziale aumento di prestazioni, con maggiore raggio d'azione, maggiore sensibilità di ricerca maggiore resistenza alle contromisure elettroniche e testata più pesante

## Comparazione tra sistemi MANPADS
|                                 | 9K34 Strela-3                          | 9K38 Igla                               | 9K310 Igla-1                               | FIM-92A Stinger                         |
| ------------------------------- | -------------------------------------- | --------------------------------------- | ------------------------------------------ | --------------------------------------- |
| Entrata in servizio             | 1974                                   | 1983                                    | 1981                                       | 1982                                    |
| Peso del sistema con il missile | 16,0 kg                                | 17,9 kg                                 | 17,9 kg                                    | 14,3 kg                                 |
| Peso del missile                | 10,3 kg                                | 10,8 kg                                 | 10,8 kg                                    | 10,1 kg                                 |
| Peso testata/carica esplosive   | 1,17 kg (2,6 lb), 390 g (13,75 oz) HMX | 1,17 kg (2,6 lb), 390 g (13,75 oz) HMX  | 1,17 kg (2,6 lb), 390 g (13,75 oz) HMX     | 2–3 kg (4–6 lb), 450 g (15,9 oz) HE     |
| Tipo di testata                 | frammentazione                         | frammentazione                          | frammentazione                             | frammentazione                          |
| tipo di esplosivo               | esplosione immediata                   | impatto ritardato                       | impatto ritardato                          | impatto ritardato                       |
| Velocità media/massima          | 470 m/s (1050 mph)                     | 600 m/s (1350 mph) / 800 m/s (1800 mph) | 570 m/s (1280 mph) (con temperature +15 C) | 700 m/s (1500 mph) / 750 m/s (1700 mph) |
| Raggio d'azione                 | 4100 m                                 | 5200 m                                  | 5000 m                                     | 4500–4800 m                             |

## Utilizzatori
Questi missili sono stati esportati dai sovietici in oltre 30 nazioni ed è o è stato in uso anche a movimenti di guerriglia o terroristici come le Tigri Tamil. Il Messico ha acquistato sia la versione per l'esercito sia quella navale.
Il sistema è stato esportato in paesi dell'Asia come Singapore e Malaysia, vari Stati dell'America Latina e dell'Africa e in alcuni Stati del Patto di Varsavia.

### Igla-1E (SA-16)

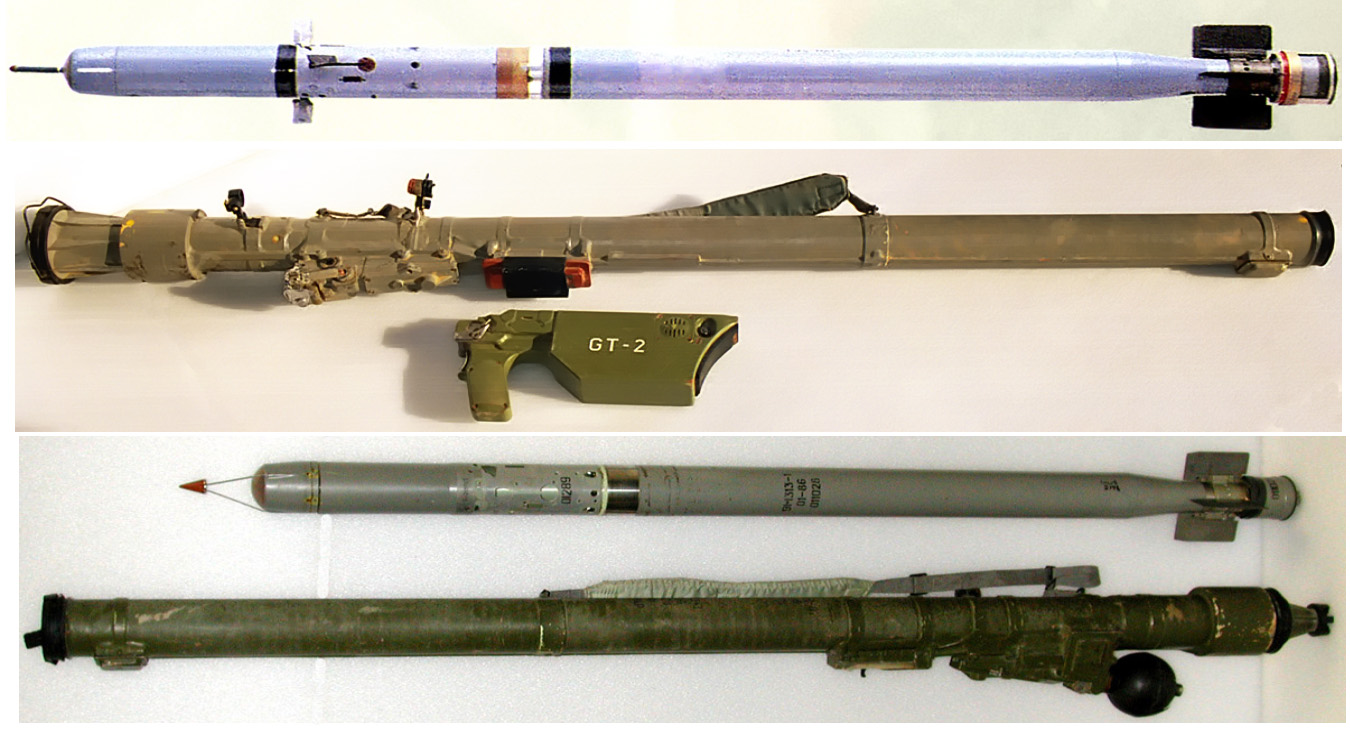
SA-18 (in alto) paragonato all'SA-16 (in basso)

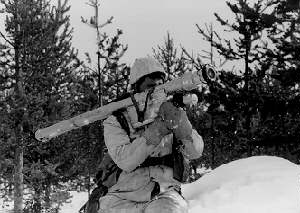
Soldato sovietico con un lanciamissile 9K310 Igla-1

- Angola
- Arabia Saudita
- Birmania
- Botswana
- Bulgaria
- Cecoslovacchia
  -  Slovacchia
- Corea del Nord
- Corea del Sud
- Cuba
- Emirati Arabi Uniti
- Finlandia
- Iran
- Iraq
- Jugoslavia
  -  Jugoslavia
    -  Serbia

  -  Slovenia
- Perù
- Polonia
- Siria
- Ungheria
- Unione Sovietica
  -  Armenia
  -  Ucraina

### Igla (SA-18)
- Birmania
- Brasile
- Bulgaria
- Cecoslovacchia
  -  Slovacchia
- Egitto
- Eritrea
- Finlandia
- India
- Indonesia
- Iran
- Iraq
- Jugoslavia
  -  Jugoslavia
    -  Serbia

  -  Macedonia del Nord
- Malaysia
- Marocco
- Messico
- Perù
- Singapore
- Siria
- Sri Lanka
- Thailandia
- Turchia
- Ungheria
- Unione Sovietica
  -  Armenia
  -  Bielorussia
  -  Georgia
  -  Kazakistan
  -  Russia
  -  Ucraina

 Venezuela
- Ejército Nacional de la República Bolivariana de Venezuela

200 lanciatori con 4.000 missili Igla, consegnati tra il 2009 ed il 2014 ed in servizio al settembre 2018.
- Zimbabwe